# Dave Richards
Sir Dave Richards (nascido em Walkley, Sheffield) é o presidente da Premier League, membro do conselho da Football Association, presidente do comitê internacional da FA, da European Professional Football Leagues, do Comitê de Futebol Profissional da UEFA e ex-presidente do Sheffield Wednesday.
Richards foi um diretor de empresas envolvidas em engenharia de telecomunicações, água e tratamento de resíduos. Muitas dessas empresas entraram liquidação administrativa ou foram dissolvidas. Ele se tornou diretor do Sheffield Wednesday em outubro de 1989 e presidente cinco meses depois, após a saída de Bert McGee. Em 1999 foi feito presidente da Premier League e deixou Sheffield Wednesday pouco depois.